# José Eduardo Carvalho

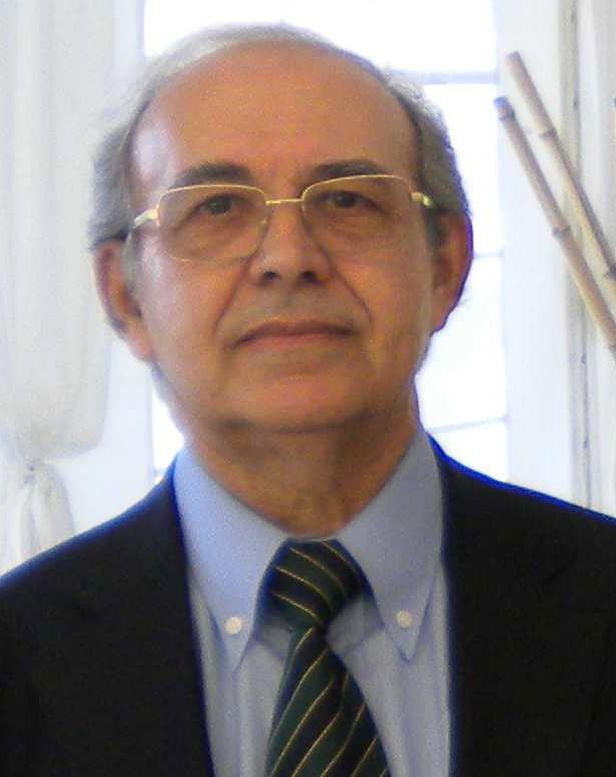
Foto de José Eduardo dos Santos Soares Carvalho

José Eduardo dos Santos Soares Carvalho
Faro, S. Pedro, 9 de Fevereiro de 1939, economista, gestor, investigador e professor universitário jubilado português.

## Família
Filho de Luís António de Sousa Carvalho (Faro, S. Pedro, 1917-2008), empresário industrial e de Graciete dos Santos Soares (Alcoutim, Martinlongo, 1918-2015), doméstica e irmão de Maria Berta Soares Carvalho Rodrigues (Oeiras, Carnaxide, 17 de Abril de 1942), licenciada pelo Instituto Superior de Ciências Sociais e Políticas.
Casou em Angola, a 10 de Setembro de 1962, com Maria Manuela Esteves Salgado (Setúbal, Nª. Srª. Anunciada, 27 de Outubro de 1941), assistente social, de quem tem duas filhas:
- Maria Eduarda Salgado Carvalho (Angola, Lubango, 31 de Agosto de 1963), doutorada em psicologia clínica pela Faculdade de Psicologia e Ciência da Educação da Universidade de Lisboa. Foi casada com Miguel Trindade Dinis Ferro (Aveiro, Vera Cruz, 22 de Abril de 1967), licenciado em Relações Internacionais pela Universidade de Lisboa, de quem tem dois filhos:
  - Tomas Salgado Carvalho Dinis Ferro (Lisboa, S. Jorge de Arroios, 27 de Outubro de 1995);
  - Duarte Salgado Carvalho Dinis Ferro (Lisboa, S. Francisco Xavier, 1 de Setembro de 2000);
- Luísa Fernanda Salgado Carvalho Palma Ferro (Angola, Lubango, 13 de Maio de 1965), designer, licenciada em arquitectura de Interiores, casada com Luís Fernando Montes Palma Ferro (Lisboa, S. Jorge de Arroios, 5 de Maio de 1962), engenheiro militar, tenente coronel do exército, de quem tem dois filhos:
  - Pedro Salgado Carvalho Palma Ferro (Lisboa, S. Domingos de Benfica, 10 de Outubro de 1989), licenciado em Comunicação Social;
  - Afonso de Carvalho Palma ferro (Lisboa, S. Domingos de Benfica, 19 de Janeiro de 1992), licenciado em Gestão de Recursos Humanos.

## Biografia
Estudou no Instituto Superior de Economia da Universidade Técnica de Lisboa (ISE/UTL) ISEG e no Instituto Superior das Novas Profissões (INP). Obteve o grau de doutor no ISCTE - Instituto Universitário de Lisboa, na área das ciências sociais da economia e gestão das organizações, com a tese apresentada em 1996 sob o tema “Análise do Valor Económico-Laboral nas Organizações Empresariais – processo de Rating Social”. Posteriormente, os seus interesses evoluíram para as áreas do conhecimento da antropologia, genética e neurociência. Alinhado com a corrente de pensamento da sociobiologia, popularizada por Edward Wilson e Richard Dawkins, interessou-se pelo estudo e desenvolvimento da neuroeconomia. 

Entre 1960 e 1963 cumpriu serviço militar em Angola, tendo sido agraciado, por duas vezes, com louvores pelo Comando da 2ª Companhia de Caçadores/RISB em Vila Artur de Paiva, pela acção psicossocial desenvolvida junto dos militares e da população local.

No decurso da actividade profissional como economista e gestor, foi Presidente de CEDES – Centro de Diagnóstico e Estudos Sócio-Económicos (1988/1994), Director de Planeamento Estratégico na PGP – Petroquímica e Gás de Portugal (1981/1986), Director de Marketing na Leacock-Madeira (1970/1973) e Director-Geral na Carbo Sidral - Portugal (1964/1969).
Como consultor colaborou nos quadros da CODINDÚSTRIA – Técnicos de Desenvolvimento Económico e Industrial (1992/1994), da TECNINVEST – Técnicas e Serviços para o Investimento (1988/1992), da WS Atkins Group Consultants (1987/1988), da CPS – Companhia Previdente, Serviços e Consultoria (1980/1986) e da EGF – Empresa Geral de Fomento / Grupo CUF (1973/1981). Desempenhou funções de assessoria junto do Presidente do Tribunal Arbitral no processo TERTIR/ESTADO (1992/1993), do Presidente da UAP – Union des Assurance de Paris (1989/1991), do Delegado Regional de Lisboa e Vale do Tejo do IEFP (1987/1988), do Presidente do IAPMEI – Instituto de Apoio a Pequenas e Médias Empresas Industriais (1985/1987) e da TAP – Transportes Aéreos Portugueses em concurso internacional na Venezuela (1980).

É professor emérito da Universidade Lusíada de Lisboa, onde foi professor catedrático desde a fundação da instituição em 1985; integrou o Conselho Científico e a Direcção do Departamento de Gestão. No acto de Jubilação, em 2017, proferiu a “Última Lição”  subordinada ao tema “Nos bastidores do conhecimento: três décadas depois”.

Exerceu docência no Instituto Superior das Novas Profissões, onde foi Presidente do Conselho Científico (triénio 1999/2001) e Presidente do Conselho Directivo (triénio 2001/2003). Integrou outras equipas docentes em pós-graduções no INDEG/ISCTE, Instituto Superior de Serviço Social de Lisboa, Instituto Superior de Psicologia Aplicada e Instituto para as Condições do Trabalho – ICT/Ecosaúde.

Foi investigador no CEPESE - Centro de Estudos da População, Economia e Sociedade. Foi membro permanente da Comissão Técnica Portuguesa de Normalização em Biotecnologia, no INETI (1998/2005) e do Conselho Nacional de Certificação no Sistema Europeu de Formação em Gestão pelo Valor/Value Management (2000/2003) e Presidente de SENSUS – Grupo Científico para o Desenvolvimento de Tecnologias Empresariais (1994/2000).
Na década de 90 foi Presidente da Direcção do Círculo de Música de Câmara.

No campo editorial,  durante vinte anos (1980-2000), foi articulista no “Diário de Notícias”/ Suplementos “Economia” e “Empresas”. Entre 2003 e 2017, foi director da revista “Lusíada – Economia & Empresa”, publicação científica indexada internacionalmente.